# Lekkoatletyka na Letnich Igrzyskach Olimpijskich 1924 – bieg na 5000 m mężczyzn
Bieg na 5000 metrów mężczyzn był jedną z konkurencji lekkoatletycznych na Letnich Igrzyskach Olimpijskich 1924. Zawody odbyły się w dniach 8 i 10 lipca. W zawodach uczestniczyło 38 zawodników z 21 państw.

## Rekordy
| Rekord świata     | 14:28,2 | Paavo Nurmi        | Helsinki (FIN)  | 19 czerwca 1924 |
| Rekord olimpijski | 14:36,6 | Hannes Kolehmainen | Sztokholm (SWE) | 10 lipca 1912   |

## Wyniki

### Eliminacje
Wszystkie biegi zostały rozegrane 8 lipca 1924.
Czterech najszybszych zawodników z każdego biegu awansowało do finału.
Półfinał 1
| Miejsce | Zawodnik             | Czas    | Qual. |
| ------- | -------------------- | ------- | ----- |
| 1       | Eino Rastas          | 15:22,2 | Q     |
| 2       | Katsuo Okazaki       | 15:22,2 | Q     |
| 3       | Axel Eriksson        | 15:23,6 | Q     |
| 4       | Léonard Mascaux      | 15:26,4 | Q     |
| 5       | Charles Johnstone    | 15:27,4 |       |
| 6       | Ralph Starr          |         |       |
| 7       | Eastman Doolittle    |         |       |
| 8       | Camille Van de Velde |         |       |
| 9       | Alfredo Gomes        |         |       |
| 10      | Muhammad as-Sajjid   |         |       |
| 11      | Joaquín Miquel       |         |       |
| 12      | Vilis Cimmermanis    |         |       |
| 13      | José Eslava          |         |       |
| 14      | Stanisław Ziffer     | 16:36,0 |       |

Półfinał 2
| Miejsce | Zawodnik            | Czas    | Kwal. |
| ------- | ------------------- | ------- | ----- |
| 1       | Paavo Nurmi         | 15:28,6 | Q     |
| 2       | Lucien Dolques      | 15:29,4 | Q     |
| 3       | Eino Seppälä        | 15:34,6 | Q     |
| 4       | Frank Saunders      | 15:37,0 | Q     |
| 5       | Maurice Norland     | 15:41,4 |       |
| 6       | Harold Phelps       |         |       |
| 7       | David McGill        |         |       |
| 8       | István Kultsár      |         |       |
| 9       | Stefan Szelestowski | 16:11,0 |       |
| 10      | Pala Singh          |         |       |
| 11      | Karel Nedobitý      | 16:59,0 |       |
| -       | William Marthé      | DNF     |       |

Półfinał 3
| Miejsce | Zawodnik           | Czas    | Kwal. |
| ------- | ------------------ | ------- | ----- |
| 1       | John Romig         | 15:14,6 | Q     |
| 2       | Edvin Wide         | 15:24,0 | Q     |
| 3       | Ville Ritola       | 15:32,1 | Q     |
| 4       | Charles Clibbon    | 15:35,6 | Q     |
| 5       | Lucien Duquesne    | 16:03,0 |       |
| 6       | Jan Zeegers        |         |       |
| 7       | Aleksandros Kranis | 16:45,8 |       |
| 8       | George Lermond     |         |       |
| 9       | Malcolm Boyd       |         |       |
| 10      | Hans Kantor        |         |       |
| 11      | Miguel Palau       |         |       |
| 12      | Pedro Curiel       |         |       |
| 13      | Artūrs Motmillers  |         |       |

### Finał
Finał został rozegrany 10 lipca 1924.
| Miejsce | Zawodnik        | Czas       |
| ------- | --------------- | ---------- |
| 1       | Paavo Nurmi     | 14:31,2 OR |
| 2       | Ville Ritola    | 14:31,4    |
| 3       | Edvin Wide      | 15:01,8    |
| 4       | John Romig      | 15:12,4    |
| 5       | Eino Seppälä    | 15:18,4    |
| 6       | Charles Clibbon | 15:29,0    |
| 7       | Lucien Dolques  | 15:32,6    |
| 8       | Axel Eriksson   | 15:38,0    |
| 9       | Léonard Mascaux | 15:39,0    |
| 10      | Frank Saunders  | 15:54,0    |
| 11      | Eino Rastas     |            |
| 12      | Katsuo Okazaki  |            |